# Guru
Guru là một từ tiếng Phạn có nghĩa là bậc thầy, người thầy, người hướng dẫn một kiến thức nào đó. Trong truyền thống toàn Ấn Độ, guru là một ai đó hơn một "thầy giáo, theo truyền thống là nhân vật tôn kính đối với học sinh, guru phục vụ như là một "nhân viên tư vấn, người đã giúp mang lại các giá trị mẫu mực, chia sẻ kiến thức kinh nghiệm và kiến thức chữ nghĩa, một mẫu mực trong cuộc sống, một nguồn cảm hứng và là người giúp thay đổi tâm linh của một học sinh". Thuật ngữ này cũng đề cập đến một người chủ yếu là hướng dẫn tinh thần cho một người khác, giúp người khác khám phá những tiềm năng tương tự mà guru đã nhận ra.
Từ này được dùng rất nhiều trong văn hóa Ấn Độ. Từ này sau đó du nhập vào Anh ngữ, dùng để chỉ những người được người khác nhận làm thầy, người dẫn dắt. Guru cũng có thể để chỉ người có trình độ cao, am hiểu một vấn đề cụ thể
Các tài liệu tham khảo cũ nhất đến khái niệm về guru được thấy trong các kinh Vệ Đà sớm nhất của Ấn Độ giáo. Guru, và gurukul - một trường học thiết lập bởi các đạo sư, là một truyền thống được thiết lập tại Ấn Độ vào thiên niên kỷ 1 trước Công nguyên, và những giúp soạn và truyền bá các kinh Vệ Đà khác nhau, các Upanishad, các văn bản của các trường phái triết học Hindu khác nhau, và các Shastra hậu Vệ Đà từ kiến thức tâm linh để nghệ thuật khác nhau. Đến khoảng giữa thiên niên kỷ 1 Công nguyên, bằng chứng khảo cổ học và đá khắc đã cho thấy rằng đã có nhiều tổ chức lớn hơn đã từng tồn tại ở Ấn Độ, một số nằm gần các ngôi đền Hindu, nơi truyền thống guru-shishya đã giúp bảo tồn, tạo ra và truyền tải các lĩnh vực kiến thức khác nhau. Các guru đã dẫn dắt phạm vi rộng lớn các nghiên cứu bao gồm cả kinh điển Ấn Độ giáo, kinh sách Phật giáo, ngữ pháp, triết học, võ thuật, âm nhạc và hội họa.
Truyền thống của Guru được tìm thấy trong Phật giáo, Kỳ Na giáo và đạo Sikh.
Ở phương Tây, thuật ngữ này là đôi khi có ý xúc phạm, đề cập đến những cá nhân được cho là khai thác sự ngây thơ của những tín đồ của họ, đặc biệt là trong các trường học tantra nhất định, tự giúp đỡ và các phong trào tôn giáo mới khác.